# Équipe nationale belge
Pour les articles homonymes, voir ENB.
L’Équipe nationale belge (également appelée Écurie nationale belge ou simplement ENB) est une écurie de Formule 1 et de voitures de sport belge en activité de 1955 à 1962. Fondée  par Jacques Swaters et Johnny Claes, dirigée par Pierre Stasse, elle résulte de la fusion de l'Écurie Francorchamps et de l'Écurie Belge.

## Historique
Tout commence en 1955 par l'engagement d'une Ferrari 750 Monza au Grand Prix de Dakar pour voiture de sports ; Jacques Swaters se classe cinquième du classement général et remporte sa catégorie. Suivent d'autres courses ponctuées par des places d'honneur (Francorchamps, Rouen, Chimay, Suède...) ainsi que des courses de côte ; Gilberte Thirion est victorieuse sur Porsche 550 en 1956.  
En 1955, au Grand Prix de Belgique de Formule 1, une Ferrari 625 est engagée pour Olivier Gendebien qui déclare finalement forfait. Lors de l'épreuve suivante, aux Pays-Bas, la Ferrari 625 F1 (un châssis Ferrari 500 avec un moteur 2.5 l de l'Écurie Francorchamps) est engagée pour Johnny Claes,. Seizième et dernier des qualifications, il termine onzième et dernier de l'épreuve, avec douze tours de retard sur le vainqueur Juan Manuel Fangio,,.
L'équipe s'illustre en Endurance, notamment avec la deuxième place des 24 Heures du Mans en 1963, trois troisièmes places en 1959, 1962 et 1967 et deux quatrièmes places en 1956 et 1957. Cette même année, l'équipage Bianchi/Harris remporte la catégorie 2 litres avec une Ferrari 500 TRC. L'équipage Dubois/Harris remporte également la catégorie 1.3 litre en 1962.
En 1959, l'ENB débute en Formule 2 avec Alain de Changy, André Pilette, André Milhoux, Lucien Bianchi, Olivier Gendebien, Willy Mairesse, Paul Frère et Mauro Bianchi au volant d'une Cooper T51 jaune. L'équipe se classe troisième à Pau, cinquième à Charade, quatrième et cinquième à Zeltweg en 1959 et, en 1960 (troisième et cinquième à Syracuse, cinquième et sixième à Bruxelles, sixième à Pau, troisième à Chimay, et deuxième à Montlhéry.  
En 1960, au Grand Prix de Belgique de Formule 1, l'ENB engage une Cooper T45 pour Lucien Bianchi qui finit la course sixième et dernier et marque un point, le nouveau règlement de 1960 attribuant un point au sixième au détriment de l'auteur de la pole position,,,,. Une autre source (Chris van de Wiele dans son ouvrage L'Histoire des Bianchi) indique que cette Cooper T45 a été engagée par l'écurie Fred Tuck cars. Lors des Grands Prix suivants, en France puis en Grande-Bretagne, Bianchi roule pour le compte de Fred Tuck Cars au volant de la Cooper T45,.         
En 1961, l’écurie acquiert trois châssis nus Emeryson, sur lesquels sont installés des moteurs Maserati mais Bianchi et Gendebien les accidentent à Pau. On revoit par la suite ces voitures aux mains de Willy Mairesse et de plusieurs autres pilotes dans le cadre de quelques courses hors-championnat mais l'équipe est loin d'être compétitive.             
L'équipe loue ensuite deux Lotus 18 à deux pilotes privés tout en conservant les Emeryson. Pendant l'hiver 1961, l'ENB redessine complètement les Emeryson. Lucien Bianchi conduit une Lotus 18/21 au Grand Prix de Belgique 1962 puis, à Pau, une Emeryson 61 qu'il accidente. L’équipe participe au Grand Prix d'Allemagne au Nürburgring. Bianchi, au volant de l'ENB F1 basée sur les Emeryson, termine loin derrière et l'écurie se retire de la compétition.

## Résultats en championnat du monde de Formule 1
| Saison | Écurie                                | Châssis                          | Moteur                                                  | Pneus     | Pilotes                                                       | Grands Prix disputés | Points inscrits | Classement |
| ------ | ------------------------------------- | -------------------------------- | ------------------------------------------------------- | --------- | ------------------------------------------------------------- | -------------------- | --------------- | ---------- |
| 1955   | Équipe Nationale Belge                | Ferrari 625 Ferrari 500          | Ferrari 4 en ligne                                      | Englebert | Olivier Gendebien Johnny Claes                                | Forfait 1            | -               | -          |
| 1959   | Équipe Nationale Belge                | Cooper T51                       | Climax 4 en ligne                                       | Dunlop    | Lucien Bianchi Alain de Changy                                | 0                    | 0               | Non engagé |
| 1960   | Équipe Nationale Belge Fred Tuck Cars | Cooper T45                       | Climax 4 en ligne                                       | Dunlop    | Lucien Bianchi                                                | 1                    | 1               | Non engagé |
| 1961   | Équipe Nationale Belge                | Emeryson 61 Emeryson 61 Lotus 18 | Maserati 4 en ligne Climax 4 en ligne Climax 4 en ligne | Dunlop    | Lucien Bianchi Olivier Gendebien Willy Mairesse André Pilette | 2                    | 0               | Non engagé |
| 1962   | Équipe Nationale Belge                | Lotus 18/21 ENB F1               | Climax 4 en ligne Maserati 4 en ligne                   | Dunlop    | Lucien Bianchi                                                | 2                    | 0               | 10e        |

## Résultats en championnat du monde de Formule 2
| Saison | Écurie                 | Châssis    | Moteur            | Pneus  | Pilotes                                                      | Grands Prix disputés | Points inscrits | Classement |
| ------ | ---------------------- | ---------- | ----------------- | ------ | ------------------------------------------------------------ | -------------------- | --------------- | ---------- |
| 1959   | Équipe Nationale Belge | Cooper T51 | Climax 4 en ligne | Dunlop | Lucien Bianchi André Pilette André Milhoux Olivier Gendebien | 10                   | 0               | Non classé |
| 1960   | Équipe Nationale Belge | Cooper T51 | Climax 4 en ligne | Dunlop | Lucien Bianchi Olivier Gendebien Mauro Bianchi Paul Frère    | 15                   | 14              |            |